# ZUB 121

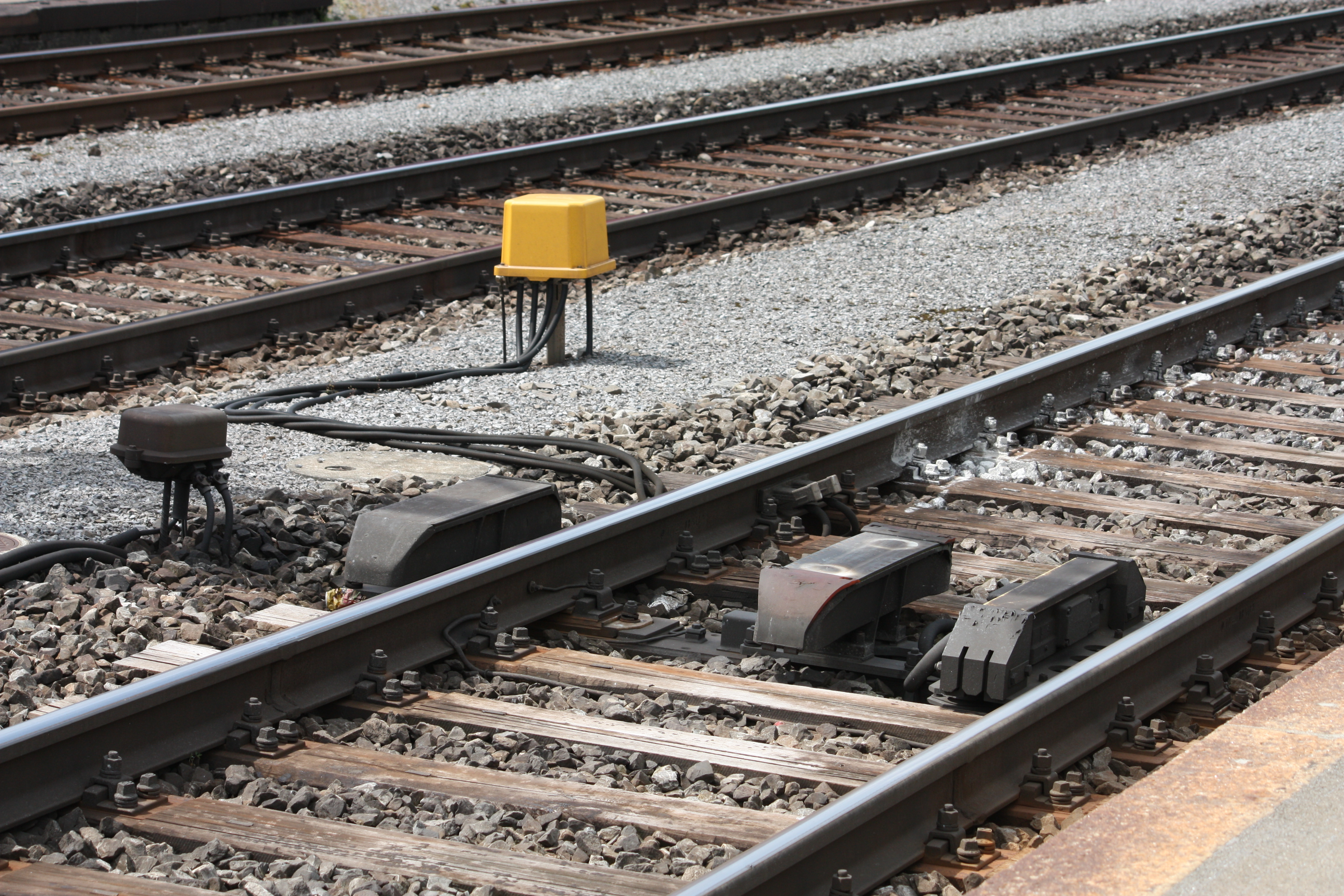
ZUB 121 ergänzte die bisherige Zugsicherung Integra-Signum. ZUB-Gleiskoppelspule (rechts) mit zwei Integra-Signum-Magneten (Mitte und links) in Rotkreuz.

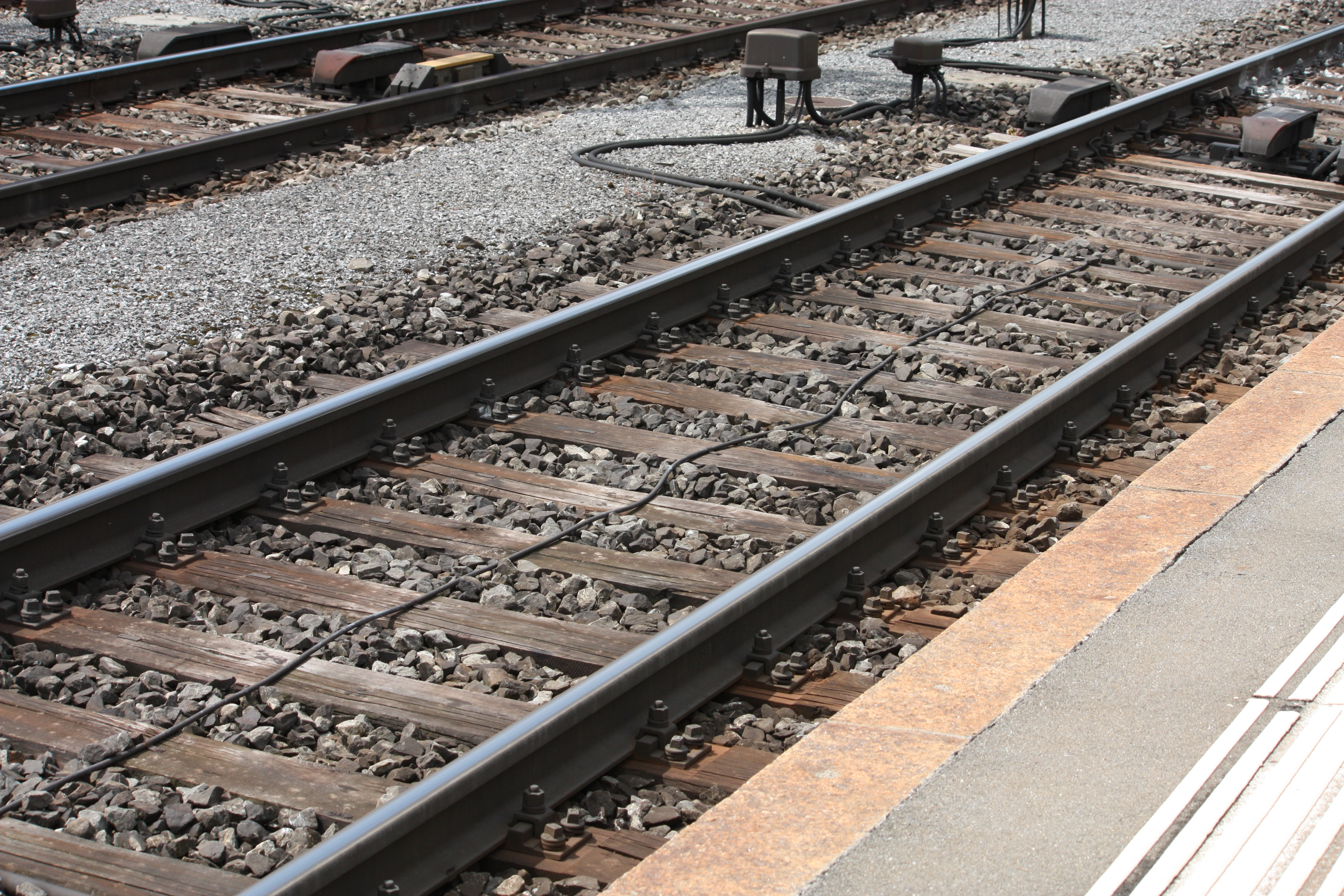
Mit ZUB 121 konnten einzelne Abschnitte linienförmig überwacht werden. ZUB-Schleife für kontinuierliche Signalübertragung in Rotkreuz.

Die Zugbeeinflussung 121, kurz ZUB 121 oder nur ZUB, ist ein auf dem normalspurigen schweizerischen Eisenbahnnetz eingesetztes punktförmiges Zugbeeinflussungssystem, wobei einzelne Abschnitte auch linienförmig überwacht werden konnten. Verwandt war ZUB 121 mit ZUB 122, die zur Geschwindigkeitsüberwachung deutscher Neigezüge dient, und mit der bei den Dänischen Staatsbahnen (DSB) eingesetzten ZUB 123. ZUB 121 ergänzte die bisherige Zugsicherung Integra-Signum, indem sie den Bremsvorgang zwischen Vor- und Hauptsignal überwachte und das Wiederanfahren gegen ein Halt zeigendes Hauptsignal verhinderte.
Von 2012 bis 2018 wurden ZUB und Integra-Signum durch ETCS Level 1 Limited Supervision ersetzt. Die aus ETCS-Komponenten bestehenden Versionen Euro-ZUB und Euro-Signum werden noch einige Jahre im Einsatz bleiben.

## Geschichte
Bereits in den 1980er-Jahren diskutierten die SBB den Einbau des Zugbeeinflussungssystem ZUB. In Hinblick auf die Entwicklung der einheitlichen Zugbeeinflussung ETCS, die gemäss ersten Planungen bereits 1994 einsatzbereit sein sollte, wurde auf die Einführung von ZUB zunächst verzichtet. Nach dem Unfall von Oerlikon  im Jahre 1992 kamen die SBB auf ihren Entscheid zurück und installierten ZUB zunächst an 500 Gefahrenpunkten, die mit Risikoanalysen ausgesucht wurden.
2006 war ZUB 121 an etwa 2500 Signalen mit erhöhtem Risikopotential im Einsatz. Bereits zu dieser Zeit waren Teile des Systems vom Lieferanten abgekündigt.
Die Einführung der damals schon veralteten ZUB 121 war ein Erfolg, denn die Zahl der Kollisionen wegen Signalmissachtung ging massiv zurück. Ein wirksames Zugbeeinflussungssystem wie ZUB ist jedoch aufwendig und teuer.
Bei den Privatbahnen wurde ZUB anfänglich nicht verwendet. Lediglich einige Triebfahrzeuge, die regelmässig auf SBB-Strecken verkehrten, erhielten eine ZUB-Ausrüstung. Der Unfall 1999 in der BLS-Station Bern-Weissenbühl hatte für die damalige BLS Lötschbergbahn die gleichen Folgen wie 1992 die Kollision in Oerlikon. Kurzfristig wurde entschieden, zunächst in zwei Etappen rund 200 Signale der BLS mit ZUB auszurüsten.

## Aufbau

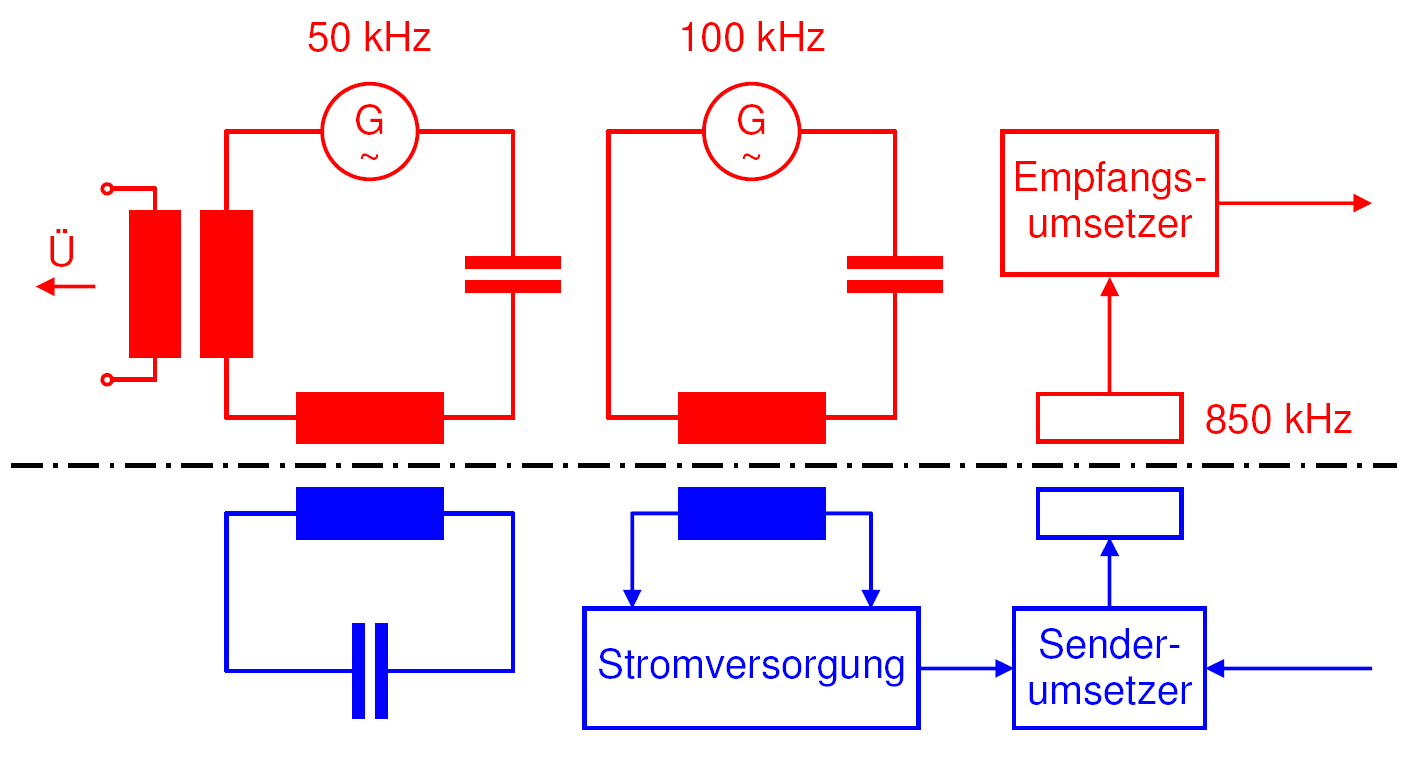
Blockschaltbild ZUB 121
Mit 50 kHz wurde der Überwachungskanal abgefragt, die Energieübertragung erfolgte mit 100 kHz. Die Daten wurden mit 850 kHz übertragen.
rot: Fahrzeugausrüstung
G Generator
Ü Überwachungssignal
blau: Streckenausrüstung

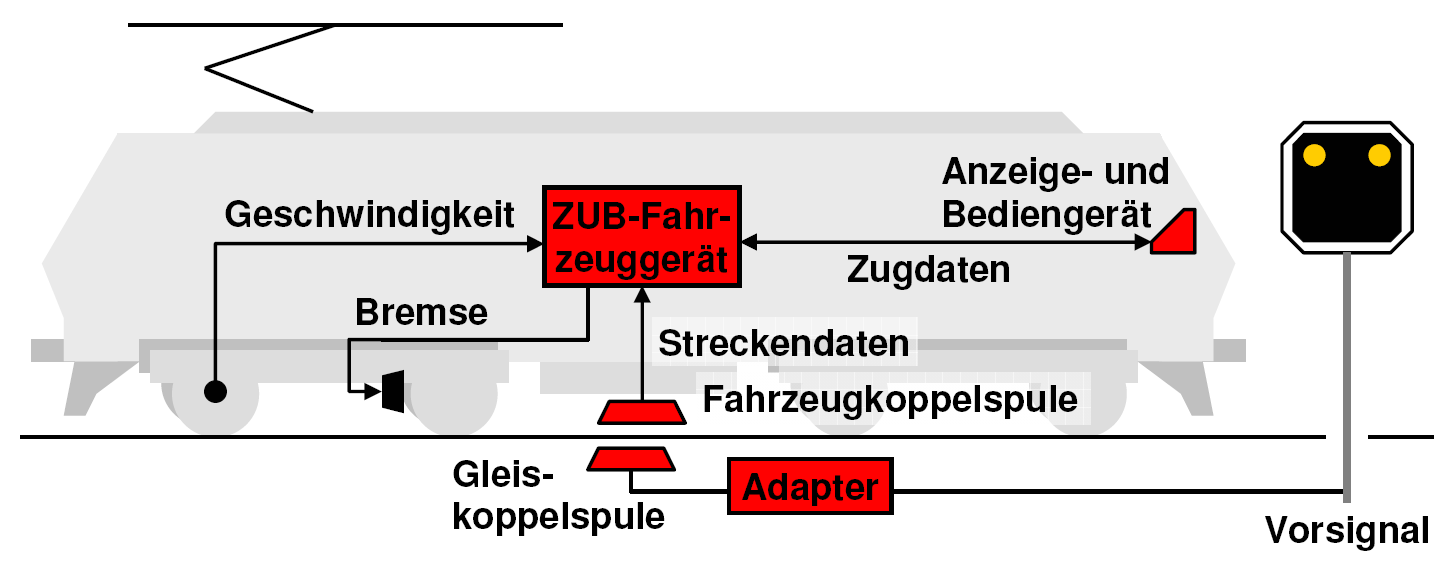
Prinzip der Zugbeeinflussung ZUB 121

Bei ZUB handelte es sich um eine induktive Zugbeeinflussung mit magnetischen Wechselfeldern im Hochfrequenzbereich mit teilkontinuierlicher Datenübertragung. Mit einer Frequenz von 50 kHz wurde der Überwachungskanal abgefragt und die 100-kHz-Frequenz diente der Energieübertragung vom Fahrzeug zur Streckenausrüstung. Die Datenübertragung erfolgte mit 850 kHz im Zeit-Multiplexverfahren zur seriellen Übertragung von Telegrammen.
Die Streckenausrüstung der ZUB 121 bestand aus Gleiskoppelspulen (Transpondern), die zwischen den Schienen rechts neben den beiden Integra-Signum-Magneten montiert waren. Die Gleiskoppelspule hatte keine eigene Energieversorgung, sondern nutzte von der Fahrzeugkoppelspule abgestrahlte Hochfrequenz-Energie, um Datentelegramme an das Triebfahrzeug zurückzusenden. Bei linienförmig überwachten Abschnitten kamen Linienleiter zum Einsatz. Signaladapter tasteten die zu übertragenden Signalinformationen ab und leiteten sie an die Gleiskoppelspulen und Linienleiter weiter.
Die Fahrzeugausrüstung besteht aus dem Fahrzeugrechner, einer an einem Drehgestell montierten Fahrzeugkoppelspule zum Empfang der Streckendaten, einem an einem Radsatz montierten Wegimpulsgeber zur Messung der Geschwindigkeit und der zurückgelegten Strecke sowie einer Anzeige- und Bedientafel in jedem Führerstand. Der Fahrzeugrechner gilt als signaltechnisch nicht sicher. Er ist über eine Bremsenschnittstelle mit der Bremsanlage verbunden.

## Funktion
Die von den Gleiskoppelspulen beziehungsweise Linienleitern gesendeten Datentelegramme bestehen aus fest einprogrammierten Streckendaten und den veränderlichen Signalinformationen. Nebst den von der Streckenausrüstung übertragenen Daten benötigt ZUB 121 weitere Angaben, die vor Fahrbeginn vom Triebfahrzeugführer an einem Zugdatenterminal eingegeben werden.
| Streckendaten von Gleiskoppelspule ge- sendete ZUB-Informationen                                                                                       | Zugdaten vom Triebfahrzeugführer eingegebene ZUB-Daten                              |
| - Zielgeschwindigkeit - Zielentfernung - Streckenneigung - Länge des von ZUB überwachten Abschnitts - Höchstgeschwindigkeit des überwachten Abschnitts | - Zugreihe - Bremsverhältnis des Zuges - Höchstgeschwindigkeit des Zuges - Zuglänge |

Aus diesen Angaben berechnet das Fahrzeuggerät eine präzise Bremskurve. Wenn nach der Vorbeifahrt an einem Warnung zeigendem Vorsignal der Triebfahrzeugführer den Zug beschleunigt, wird er durch einen akustischen und optischen Alarm gewarnt, ausser der Zug fährt langsamer als 40 km/h und ist noch weiter als 400 Meter vom Hauptsignal entfernt (sogenanntes Ruhefenster).
Bei Überschreitung der Warnkurve leuchtet zunächst eine rote Lampe und ertönt ein andauernder Warnton bis zur Rückstellung. Wird die Warnkurve um 5 km/h überschritten, wird eine Schnellbremsung ausgelöst und die Zugkraft ausgeschaltet. Eine Rückstellung der Zwangsbremsung ist nicht möglich. Der Triebfahrzeugführer hat den Zug bis zum Hauptsignal abzubremsen, denn die Bremsüberwachung erfolgt bis zum Stillstand. Zeigt das Signal einen geschwindigkeitsbeschränkenden Fahrbegriff, wird die signalisierte Geschwindigkeit auch im anschliessenden Abschnitt überwacht.
Die Bremskurve bleibt auch wirksam, wenn nach der Vorbeifahrt am Vorsignal das Hauptsignal von der Haltestellung auf Fahrt geht. Um den Betrieb flüssiger zu gestalten, können zusätzliche Gleiskoppelspulen oder ein Linienleiter zwischen Vor- und Hauptsignal verlegt werden. Linienleiter sind jedoch unterhaltsaufwendig. Damit sie beim periodischen Stopfen des Schotterbettes nicht beschädigt werden, müssen sie jeweils aus- und wieder eingebaut werden. Wo kein Linienleiter vorhanden ist, kann sich der Triebfahrzeugführer mit einer Umgehungstaste von der Überwachung „befreien“ und mit maximal 40 km/h weiter fahren, wenn nach der Vorbeifahrt am geschlossenen Vorsignal das Hauptsignal zwischenzeitlich auf Fahrt gewechselt hat.
ZUB 121 wird nicht nur zur Überwachung besonders gefährlicher Signale eingesetzt, sondern auch zur Kontrolle der Strecken- oder Rangiergeschwindigkeiten. Bei Überschreitung der für die eingegebene Zugreihe zulässigen Streckengeschwindigkeit um 15 km/h erfolgt eine optische und akustische Warnung. Ist der Zug um 20 km/h zu schnell, wird eine Zwangsbremsung eingeleitet.

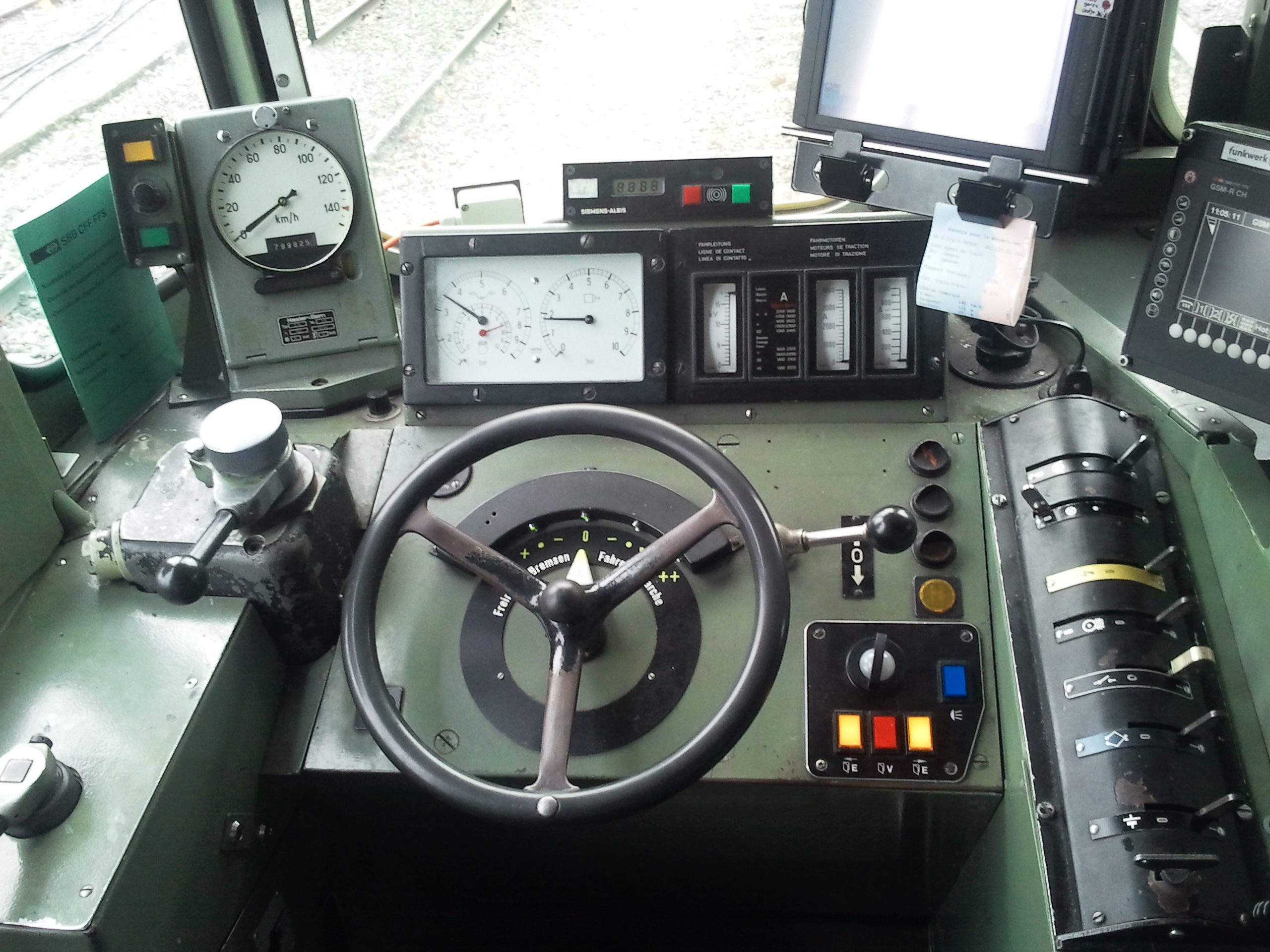
Führerstand eines SBB-Steuerwagens. Das ZUB-121-Anzeigegerät ist oberhalb der Manometer und der Volt- und Amperemeter angebracht.

Das vierstellige LCD-Anzeigegerät im Führerstand ermöglicht folgende Anzeigen:
| Anzeige                | Bedeutung |
| ---------------------- | --- |
| 8 – – 8                | Keine Überwachung - Absperrhahn der Druckluftbremse geschlossen, oder - Fahrtrichtungsschalter befindet sich in Stellung „rückwärts“ |
| 8 8 8 8                | Überwachung der Zughöchstgeschwindigkeit Das Fahrzeuggerät verarbeitet nur Zugdaten, aber keine Streckendaten. |
| 0                      | Zielgeschwindigkeit 0 km/h Nach der Vorbeifahrt an einem mit einer Gleiskoppelspule ausgerüsteten Vorsignal muss der Zug so gebremst werden, dass er vor dem geschlossenen Hauptsignal zum Stehen kommt. |
| 4 0                    | Überwachung auf 40 km/h - Nach der Befreiung bis zur nächsten Gleiskoppelspule oder Schleife - Bei aktivierter Manövertaste (Rangierfahrt) - Keine gültigen Zugdaten eingegeben |
| 6 0                    | Zielgeschwindigkeit > 0 km/h (z. B. 60 km/h) Nach der Vorbeifahrt an einem mit einer Gleiskoppelspule ausgerüsteten Signal muss der Zug bis zum Zielpunkt auf die angezeigte Geschwindigkeit abgebremst werden. |
| – – – –                | Überwachung der maximal zulässigen Streckengeschwindigkeit - Bei der Vorbeifahrt an einem geöffneten Vorsignal - Bei der Vorbeifahrt an einem Signal, das eine höhere Geschwindigkeit anzeigt als die Zughöchstgeschwindigkeit (z. B. Geschwindigkeitsankündigung 90 km/h bei einer Zughöchstgeschwindigkeit von 80 km/h) |
| I                      | Befahren einer Schleife oder einer Auflöse-Gleiskoppelspule Das nächstfolgende Signal ist nicht geschlossen. |
| 7 7 7 7                | Überwachung der letzten ZUB-Information Der am Signal angezeigte Fahrbegriff wird nicht überwacht, da vom vorangegangenen Signal noch eine tiefere Geschwindigkeit gilt, z. B. bei Fahrt über ablenkende Weichen. |
| 8 8 8 8 Anzeige blinkt | Abbruch der Überwachung beim Schleudern Wenn ZUB eine übermässige Beschleunigung der Antriebsachsen erkennt, wird die aktuelle Überwachung bis zur nächsten Gleiskoppelspule oder über eine Distanz von 1800 m ausgesetzt, ausser: - Die Zielgeschwindigkeit ist 0 km/h, oder - Der Freigabeschalter wurde betätigt.      |

Als zusätzliche Funktion kann eine entsprechend programmierte Gleiskoppelspule den Zugfunkkanal automatisch umschalten.
Fehler der Streckenausrüstungen können durch die darüber verkehrenden Fahrzeuge erkannt und offenbart werden. Gewisse streckenseitige Fehler der ZUB-121-Ausrüstung werden dem Triebfahrzeugführer mittels gelb leuchtender Störungslampe angezeigt. Diese Störungen werden in Form eines Telegramms via Zugfunk an eine Zentrale übertragen und von dort als Telefax an den zuständigen Unterhaltungsbezirk weitergeleitet. Seit 2012 werden diese Meldungen von einer bedeutenden Anzahl von Fahrzeugen mittels GSM-R-Zugfunk übermittelt.

## Euro-ZUB

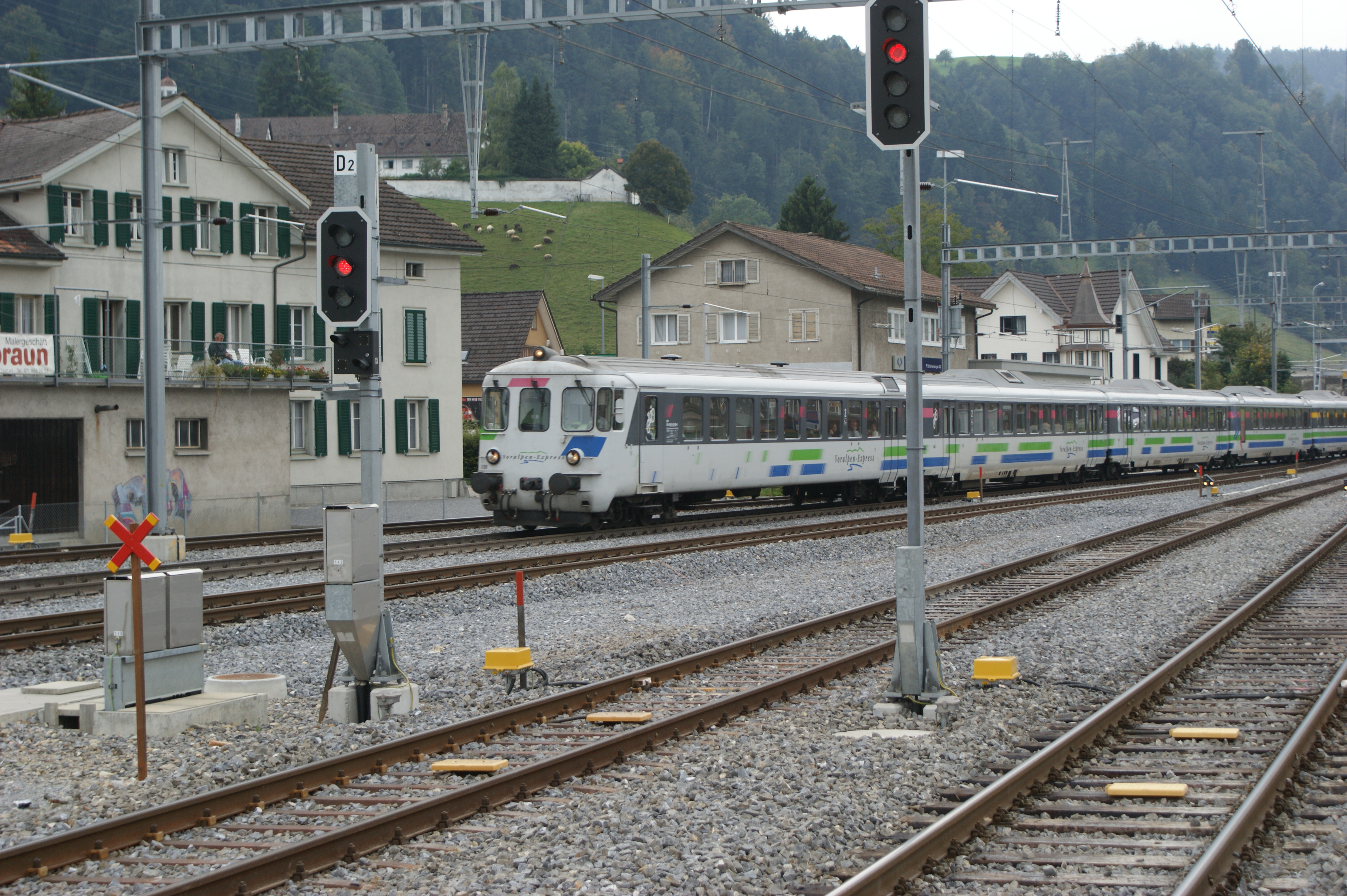
Einfahrt des Voralpenexpress in Wattwil. Die Eurobalisen bei den Ausfahrsignalen im Vordergrund dienen zur Übertragung der Euro-ZUB-Streckendaten an die Fahrzeuggeräte.

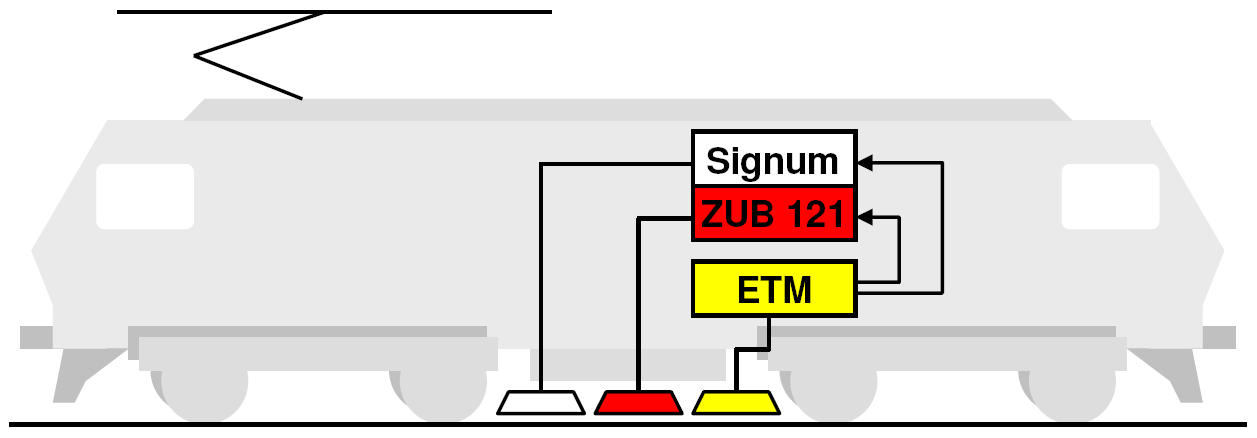
Das ETM, auch „Rucksack“ genannt, liest die ETCS-Telegramme und leitet die Informationen an die ZUB- und Integra-Signum-Fahrzeuggeräte weiter.

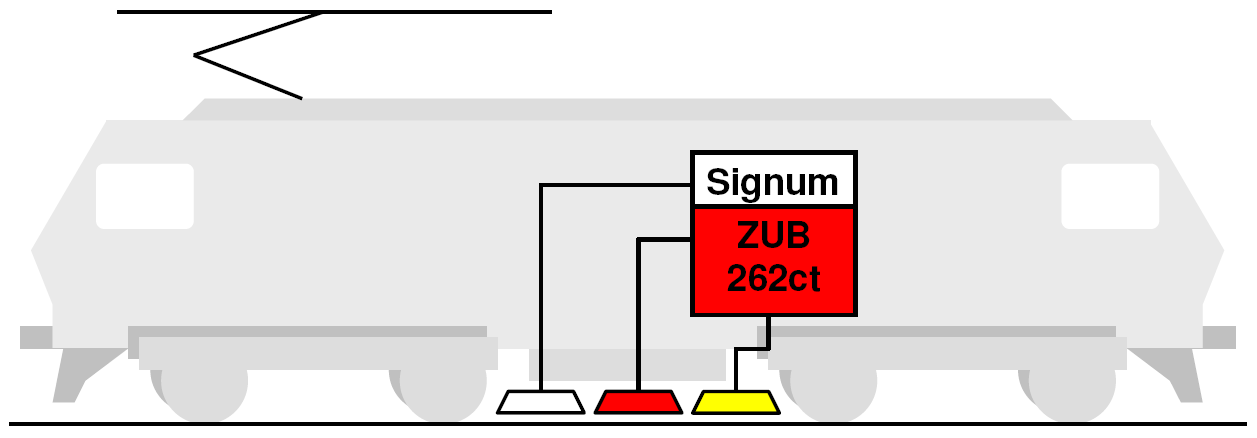
Im Fahrzeuggerät ZUB 262ct sind die ETM-Baugruppen integriert, womit auf einen „Rucksack“ verzichtet werden kann.

Zur Ermöglichung der Interoperabilität werden ZUB 121 und Integra-Signum durch das einheitliche europäische Zugbeeinflussungssystem ETCS ergänzt und dereinst abgelöst. In einer ersten Etappe wurden die Gleis- und Fahrzeugkoppelspulen durch Balisen und Fahrzeugantennen aus dem ETCS-Baukasten und die Leiterschleifen durch Euroloop ersetzt. Eine vorgezogene Eurobalise bestimmt zusammen mit der nachfolgenden zweiten Balise, welche Fahrtrichtung beeinflusst wird. Die so umgestellten Streckenausrüstungen werden als Euro-ZUB bezeichnet. Die Eurobalisen strahlen in dem für nationale Anwendungen reservierten Abschnitt (Paket 44) des ETCS-Telegramms die ZUB-Informationen ab. Die Umstellung auf Euro-ZUB ermöglichten es dem Hersteller Siemens, die veralteten gleisseitigen ZUB-Komponenten aus der Produktion zu nehmen.
Die Streckentriebfahrzeuge und Steuerwagen wurden bis 2005 mit dem so genannten Eurobalise Transmission Module (ETM), umgangssprachlich auch als „Rucksack“ bezeichnet, ausgerüstet. Das ETM empfängt die Euro-ZUB- und Euro-Signum-Telegramme und übersetzt sie für die ZUB-Fahrzeuggeräte. Zur Erhöhung des Sicherheitsniveaus werden nach einer Beurteilung der Risiken einzelne Integra-Signum-Gleismagnete durch Euro-ZUB statt Euro-Signum ersetzt, was die Überwachung des Bremsvorgangs ermöglicht und das Anfahren gegen geschlossene Signale verhindert.
Bei der Fahrzeugausrüstung kommen drei Varianten zum Einsatz:
- Fahrzeuge mit dem alten Gerät ZUB 121 wurden mit dem ETM-Zusatzgerät („Rucksack“) ergänzt.[10]
- Fahrzeuge mit ZUB 262c, die ursprünglich keinen Euroloop-Empfänger besassen, wurden auf die Ausführung ZUB 262ct aufgerüstet.[11]
- Beim neuen Gerät ZUB 262ct sind alle ETM-Baugruppen bereits im Grundgerät enthalten, womit sich eine Nachrüstung mit einem „Rucksack“ erübrigt. Das ZUB 262ct-Fahrzeuggerät gibt es in zwei unterschiedlichen Konfigurationen, für Fahrzeuge mit und ohne MVB (Multifunction Vehicle Bus).[12]

→ Siehe auch: Abschnitt Euro-Signum im Artikel Integra-Signum

### Geschwindigkeitsüberwachung
Mit Euro-ZUB lässt sich eine Geschwindigkeitsüberwachung realisieren. Die Anzahl der Überwachungsbereiche ist jedoch begrenzt. Nachher kann nur noch die Höchstgeschwindigkeit des Zuges überwacht werden.

## Übergang zu ETCS
Seit einer zweiten Etappe übermitteln die Balisen nicht nur im Anhang die nationalen Zugsicherungsinformationen, sondern im Hauptteil des Telegramms ETCS-konforme Informationen. Damit kann seit 2018 auf ZUB- und Integra-Signum-Fahrzeuggeräte verzichtet werden, was allen Triebfahrzeugen mit ETCS den schweizweiten Netzzugang ermöglicht.  Ältere Schweizer Fahrzeuge müssen bis etwa 2035 noch nicht auf ETCS umgerüstet werden und werten weiterhin die ZUB-Informationen im Telegramm-Anhang aus.
→ Siehe auch: Abschnitt Übergang zu ETCS im Artikel Integra-Signum
     und: Artikel ETCS in der Schweiz